# (Miss)understood
Albums de Ayumi Hamasaki
MY STORY
(2004) Secret
(2006)
Remix par Ayumi Hamasaki
MY STORY Classical
(2005)
Singles
(miss)understood (jeu de mots entre les termes anglais miss et misunderstood) est le septième album original d'Ayumi Hamasaki, en excluant ses mini-albums, compilations et albums de remix.

## Présentation
L'album sort le 1er janvier 2006 au Japon sous le label avex trax, produit par Max Matsuura. Il atteint la première place du classement de l'Oricon. Il se vend à 653 830 exemplaires la première semaine, et reste classé pendant 32 semaines, pour un total de 877 433 exemplaires vendus durant cette période, ce qui en fait le 8e album le plus vendu au Japon en 2006 d'après l'oricon (le 4e selon l'IFPI, le 10e selon la RIAJ).  
C'est le troisième album de la chanteuse à sortir aussi en version CD+DVD, avec une pochette différente et un DVD supplémentaire contenant les clips vidéo de neuf des titres de l'album et six de leurs making of. Les premières éditions des deux versions contiennent deux livrets de photos différents en supplément, intitulés off my day pour la version CD et on my way pour l'édition CD+DVD.
L'album contient quatorze chansons, dont six composées par Roberto « Geo » Rosan pour le groupe américain Sweetbox, plus deux interludes musicaux (tasking et Are You Wake Up?). Huit des chansons étaient déjà parues en face A et B des quatre singles sortis en 2005 : STEP you / is this LOVE?, fairyland, HEAVEN, et Bold & Delicious / Pride. Deux des chansons inédites (rainy day et Ladies Night) serviront de thèmes musicaux pour des campagnes publicitaires pour divers produits, comme celles des singles, et bénéficieront aussi de clips vidéos figurant sur le DVD.

## Thème et style musical
Ayumi Hamasaki est tombé sous le charme des musiques du groupe Sweetbox sur la maquette de son album Addicted ; le compositeur GEO l'a autorisé à reprendre six de ses musiques qu'Ayumi a utilisé dans son album en y rajoutant ses propres paroles : Bold & Delicious, Pride, Ladies Night, In the Corner, Every Step (renommée rainy day), et Beautiful Girl (renommée Beautiful Day). Alors que MY STORY était plutôt autobiographique, (miss)understood, lui, envoie un message à toutes les femmes : c'était un genre d' « entretien d'une fille » pour donner « l'appui moral » tout en rappelant aux femmes qu'il y aura toujours des périodes où elles « se sentiront faibles et basses».
Bold & Delicious dénonce les hommes indécis, Pride montre l'appréciation d'Ayumi Hamasaki envers « des femmes qui n'abandonnent pas facilement », et Ladies night qui traite de la complicité entre femmes. Les chansons is this Love? et HEAVEN parlent d'amour tandis que fairyland se réfère à des souvenirs d'enfance. Cet album est plus diversifié au niveau musical que les précédents avec du R&B, rock, dance-pop et du funk. Bold & Delicious utilise du funk mélangé avec harmonie à du Gospel pour les refrains. La musique du film Le Fantôme de l'Opéra a influencé l'arrangement de Pride, qui est une ballade, criminal, STEP you, alterna, et (miss)understood sont des chansons rock avec l'utilisation régulière de la guitare électrique.

## Liste des titres
Toutes les paroles sont écrites par Ayumi Hamasaki.
| CD    | CD               | CD                                 | CD               | CD    | CD | CD | CD | CD | CD |
| No    | Titre            | Musique                            | Arrangement      | Durée |    |    |    |    |    |
| ----- | ---------------- | ---------------------------------- | ---------------- | ----- | -- | -- | -- | -- | -- |
| 1.    | Bold & Delicious | Geo of Sweetbox                    | CMJK             | 4:43  |    |    |    |    |    |
| 2.    | STEP you         | Kazuhiro Hara                      | CMJK             | 4:28  |    |    |    |    |    |
| 3.    | Ladies Night     | Geo of Sweetbox                    | CMJK             | 4:32  |    |    |    |    |    |
| 4.    | is this LOVE?    | Miki Watanabe                      | HΛL              | 4:53  |    |    |    |    |    |
| 5.    | (miss)understood | Tetsuya Yukumi                     | tasuku           | 4:04  |    |    |    |    |    |
| 6.    | alterna          | Shintaro Hagiwara & Sousaku Sasaki | CMJK             | 5:30  |    |    |    |    |    |
| 7.    | In The Corner    | Geo of Sweetbox                    | tasuku           | 3:24  |    |    |    |    |    |
| 8.    | tasking          | tasuku                             | tasuku           | 1:28  |    |    |    |    |    |
| 9.    | criminal         | Kazuhiro Hara                      | Kazuhiro Hara    | 5:13  |    |    |    |    |    |
| 10.   | Pride            | Geo of Sweetbox                    | CMJK             | 4:10  |    |    |    |    |    |
| 11.   | Will             | CREA, D･A･I                        | tasuku           | 4:09  |    |    |    |    |    |
| 12.   | HEAVEN           | Kazuhito Kikuchi                   | Yuta Nakano, KZB | 4:21  |    |    |    |    |    |
| 13.   | Are You Wake Up? | CMJK                               | CMJK             | 2:07  |    |    |    |    |    |
| 14.   | fairyland        | tasuku                             | HΛL              | 5:19  |    |    |    |    |    |
| 15.   | Beautiful Day    | Geo of Sweetbox                    | tasuku           | 4:36  |    |    |    |    |    |
| 16.   | rainy day        | Geo of Sweetbox                    | Yuta Nakano      | 4:02  |    |    |    |    |    |
| 66:59 |                  |                                    |                  |       |    |    |    |    |    |

| 1.  | STEP you (vidéo-clip)                                     | 4:52 |
| 2.  | is this LOVE? (vidéo-clip)                                | 4:55 |
| 3.  | fairyland (vidéo-clip)                                    | 5:30 |
| 4.  | alterna (vidéo-clip)                                      | 5:42 |
| 5.  | HEAVEN (vidéo-clip)                                       | 4:31 |
| 6.  | Bold & Delicious (vidéo-clip)                             | 5:09 |
| 7.  | Pride (vidéo-clip)                                        | 4:32 |
| 8.  | rainy day (vidéo-clip)                                    | 4:14 |
| 9.  | Ladies Night (vidéo-clip)                                 | 4:31 |
| 10. | Bold & Delicious: Side Story (Album Version) (vidéo-clip) |      |
| 11. | STEP you (making of)                                      | 4:22 |
| 12. | is this LOVE? (making of)                                 | 5:03 |
| 13. | fairyland (making of)                                     | 5:19 |
| 14. | alterna (making of)                                       |      |
| 15. | HEAVEN (making of)                                        |      |
| 16. | Pride (making of)                                         | 4:38 |